# Flying Tiger (personnage)
Pour les articles homonymes, voir Flying Tiger.
Flying Tiger est un super-vilain créé par Marvel Comics. Il est apparu pour la première fois dans Spider-Woman #40, en 1981.

## Biographie fictive
Le super-vilain appelé Flying Tiger était un pilote dans le passé. On ne sait pas grand-chose de lui, excepté qu'il aime fumer le cigare, et semble avoir des origines noires-américaines.
Il travailla en tant qu'homme de main pour le compte du Général Ngoc Coy et tenta de tuer Spider-Woman à San Francisco. Son premier essai fut presque un succès, mais Jessica Drew se fit passer pour morte, apparemment noyée en tombant du Golden Gate Bridge.
Quelques mois plus tard, Tiger affronta la revenante mais fut cette fois-ci arrêté.
À sa sortie de prison, il fut enlevé et séquestré par Locksmith (le Serrurier). Il fut libéré de ses chaînes par Phalène et Spider-Woman, puis il prit la fuite.
Quelques années plus tard, on le revit en Amérique du Sud, où il devait tuer un diplomate américain, alors protégé par Jim Rhodes. Quand l'armée intervint en bombardant la zone, Rhodes utilisa l'armure d'Iron Man, et Flying Tiger fut assommé et de nouveau arrêté.
Il réapparut publiquement quelque temps plus tard, annonçant qu'il comptait tuer les Fantastic Four, mais Miss Marvel (Sharon Ventura) le terrassa d'un seul coup. Il fut incarcéré à la Voûte.
À sa sortie, il participa à une exposition d'armes de l'AIM, à Boca Caliente, où il affronta Captain America.
Il fut ensuite engagé au sein des Maîtres du mal par Crimson Cowl. Finalement, les criminels furent battus par les Thunderbolts, Jolt s'occupant de lui, et il échoua en prison.
Récemment, Flying Tiger fut battu par la jeune Armory du Projet Initiative, à San Francisco.

## Pouvoirs
- Flying Tiger porte une armure (pesant une centaine de kg) lui permettant de voler à près de 150km/h. La combinaison est légèrement matelassée et augmente la force du porteur.
- Ses gants sont équipés de griffes d'acier.
- C'est un bon combattant, spécialement dans la lutte aérienne. Il est de surcroit très agile et rapide.